# Sierakowo (powiat stargardzki)
Sierakowo (niem. Altheide) – wieś w Polsce położona w województwie zachodniopomorskim, w powiecie stargardzkim, w gminie Dobrzany, 5,5 km na południowy wschód od Dobrzan (siedziby gminy) i 26 km na wschód od Stargardu (siedziby powiatu).
W latach 1975–1998 miejscowość należała administracyjnie do województwa szczecińskiego.

## Nazwa
9 grudnia 1947 r. ustalono urzędową polską nazwę miejscowości – Sierakowo, określając drugi przypadek jako Sierakowa, a przymiotnik – sierakowski.